# Opatovská Nová Ves
Opatovská Nová Ves (in ungherese Apátújfalu) è un comune della Slovacchia facente parte del distretto di Veľký Krtíš, nella regione di Banská Bystrica.